# Marsdenia latifolia
Marsdenia latifolia là một loài thực vật có hoa trong họ La bố ma. Loài này được (Benth.) K.Schum. mô tả khoa học đầu tiên năm 1898.